# Хотел Фанис у Полихрону
Хотел Фанис у Полихрону један је од лепших угоститељких објеката непосредно уз обалу Егејског мора, на „првом прсту” полуострва Халкидики — Касандра у округу Халкидики, периферија Средишња Македонија, Грчка.
То је миран и безбедан хотел, са два издвојена објекта, погодан за породични одмор у коме особље говори поред грчког енглеским и српским језиком.

## Положај
Налази се на самој обали Егејског мора уз саму градску плажу у централном делу села Полихроно, са нешто преко 1.000 сталних становника, између места Криопиги и Ханиоти, на источној обали полуострва Касандра.
Удаљен је на северу 95 km од Солуна, 60 km од главног града Халкидикија, Полигирос, Ханиотија, а на југу 5 km од Ханиотија и 10 km од Пефкохорија. 
Географски положај
- СГШ : 40°01′00″
- ИГД : 23°32′00″
- Надморска висина: 1 метар изнад мора

## Смештајни капацитети
Смештајни део хотела састоји се од трокреветних студија и четворокреветних апартмана, који имају купатило, кухињу (фрижидер, мини електрични шпорет без рерне, посуђе) са трпезаријом, телефон, фен за косу, телевизор, клима уређаје, бежични интернет, који је доступан гостима у свим деловима хотела.
Апартмани су пространи и доста функционални, са терасама међу којима је део окренут према мору. Објекат је дуги низ година био у понуди енглеских туроператера и сервис је прилагођен енглеским стандардима.
Хотел поседује рецепцију, снек бар, базена, ТВ салу, а у приземљу хотела и салу за друштвене игре, библиотеку и играоницу за децу.
У дворишту хотела, које је са свих страна опасано оградом од камена. кованог гвожђа, и зеленила, у централном делу налази се правоугаоним базен, а око њега су травнате површинаме на којима су гостима  на располагању лежаљке, једним делом и у хладовини испод неколико палми. У западном делу хотелског комплекса је паркинг за аутомобиле.